# 三崎町 (高知県)
三崎町（みさきちょう）は高知県幡多郡にあった町。現在の土佐清水市の中部にあたる。本項では町制前の名称である三崎村（みさきむら）についても述べる。

## 地理
- 海洋：太平洋
- 山岳：九輪山、今ノ山
- 河川：益野川、三崎川、西の川

## 歴史
- 1889年（明治22年）4月1日 - 町村制の施行により、三崎村・奥猿野村・下猿野村・斧積村・爪白村が合併して三崎村が発足。このころ奥猿野・下猿野の表記が奥益野・下益野となる。
- 1947年（昭和22年）11月3日 - 三崎村が町制施行して三崎町となる。
- 1954年（昭和29年） - 大字奥益野が改称して大字上野となる。
- 1954年（昭和29年）11月3日 - 清水町・下ノ加江町・下川口町と合併して土佐清水市が発足。同日三崎町廃止。